# Две девојке без лове
Две девојке без лове (енгл. Тwo broke girls) је америчка хумористична телевизијска серија која је почела са емитовањем на каналу Си-Би-Ес од 19. септембра 2011. до 17. априла 2017. године. Серија је продуцирана за Ворнер брос и креирана од стране Мичел Патрик Кинга и Витни Камингс. Радња се одиграва у округу Вилијамсбургу, у предграћу Бруклин у Њујорку. Ток серије прати животе пријатељица Макс Блек (Кет Денингс) и Каролине Ченинг (Бет Берс). У серији Каролин је била одгајана као ћерка милијардера, док је Макс одрасла у сиромаштву, што је резултовало у потпуно различитим схватањима живота. Премда, оне раде заједно у локалном ресторану и покушавају да сакупе новац како би започеле свој капкејк бизнис.
Од своје премијере, серија је добила разноврсне реакције публике и критичара. Хемија између две главне глумице на сцени је похваљена, док су други осудили да се серија ослања на сексуаизован хумор и стереотипе. Серија је 2012. године номинована за три Еми награде и освојила је једну награду. Током трајања серије снимљено је 138 епизода у 6 сезона, 12. маја 2017. серија је отказана. У Србији серија се емитује на каналима Fox, Fox Life и Б92.

## Радња
Серија прати животе две конобарице које су у својим двадесетим годинама. Макс Блек је дете сиромашне мајке из радничке класе и непознатог оца, док је Каролин Ченинг рођена богаташица али је сада осрамоћена и без новца због свог оца, Мартина Ченинга, који је ухваћен док је изводио Понцијеву превару. Њих две раде заједно у ресторану у Бруклину, убрзо постају пријатељице и цимерке и маштају о томе како да отворе своју продавницу капкејкова. У серији су приказани и људи који раде са њима: Хан Ли - њихово шефа, Олег - оптимистичан, али перверзан украјински кувар, Ерл - 75-огодишњи касир. Такође, касније у првој сезони се појављује њихова комшиница и повремени послодавац Софи, пољска имигранткиња која има фриму за чишћење кућа.
Током већег дела прве сезоне, Макс је и повремена дадиља близанаца Пич Ландис, која у првој сезони усвоји Каролининог коња Чесната. На карју сваке епизоде, бројач показује колико су девојке зарадиле новца до свог циља од 250,000$. У почетку друге сезоне Софи позајми девојкама 20,000$, што је довољно да оне започну свој бизнис. Међутим, бизнис пропада и у 18. епизоди, њих две морају да откажу закуп на своју капкејк продавницу. Остало им је довољно новца да отплате Софину позајмицу и на крају епизоде бројач показује 1$.
Током треће сезоне, девојке обнављају свој бизнис и отварају продавницу која се налази у задњој порсторији ресторана и преко једног прозора услжују муштерије. Макс се уписује у Манхатнову школу посластичарства, у којој Каролин почиње да ради. Макс се заљубљује у Дика, што је први пут у серији да се она емитивно веже за мушкарца. За то време Каролин има кратку аферу са главним посластичаром школе Шефом Николасом, што на крају доводи до тога да он затвара школу и да се враћа у Француску са својом женом. Такође, они покушавају да наговоре Дикове родитеље да инвестирају у школу, коју би они водили, али без успеха.
У четвртој сезони, девојке започињу бизнис прављења мајци са капкејковима, чији је успех краткотрајан. Макс и Каролин затим почињу да раде у елитној посластичарници како би сакупиле више новца и вратиле дуг банци. На крају ове сезоне, Олег и Софи се венчају. Девојке схватају да имају свој бизнис и свој сан на коме треба да раде и зато престају да раде у посластичарници.
У петој сезони, Каролина продаје своју животну причу филмском продуценту за 250,000$. Каролин већи део новца искористи како би њихову стару капкејк продавницу, која је умеђувремену постала пица продавница, претворила у бар са дезертима. Остатак од 30,000$ искористила је на куповину дела власништва над рестораном како би помогла Хану да отплати своје дугове насталих од његовог коцкања на женски тенис. Такође, девојке иду у Холивуд да би Каролин саветовала на прављењу текста за њен филм. Макс упознаје своју другу велику љубав, адвоката из Лос Анђелеса који се зове Ренди. Умеђувремену, иако већ у одмаклим годинама, Софи остаје трудна са Олеговим дететом.
Шеста сезона почиње тиме што Софи и Олег добију ћерку Барбару. Редни се враћа како би покушао да буде са Макс, али то не успева. Ренди зове Макс да се пресели у Калифорнију са њим, међутим Макс први пут јавно исказује своје емоције и да има снажно пријатељство са Каролином и људе до којој је стало тако да одбија да се пресели. Каролин упознаје Бобија, грађевинца који им поправи бар са дезертима након олује и њих двоје почињу везу. До краја сезоне направљен је филм о Каролиноном животу, а на премијери она уништава хаљину на позајмици од 10,000$ која уништава сву уштеђевину и враћа их на статус "без лове". Ренди се враћа у Њујорк за стално и проси Макс, која пристаје.

## Ликови

### Главни ликови
- Кет Денингс - Максин "Макс" Георг Блек, глуми једну од конобарица у Вилијамсбурговом ресторану. Она је сиромашна девојка радничке класе која је имала тешко детињство у граду Хоуп, у Роуд Ајланду и са подједнако тешким одраслим животом вођен сиромаштвом и тиме што је одгајила мајка која је углавом била одсутна или опасно неспособна када је била у булизини (представљено је да јој је мајка била наркоманка). Хан јој је на самом почетку дозволио да у ресторану продаје своје домаће капкејкове, што је њој погодило да се сложи са Каролинином идејом да започну бизнис. Макс је паметна, своје увреде презентује са осмехом и често се шали на рачун сопственог промискуитета, великих груди и утицаја марихуане. Увек носи браон кожне чизме до колена док конобарише. Она дели кумство са Каролином над малом Барбаром Кучински-Голишевски.
- Бет Берс - Каролин Весбокс Ченинг је друга конобарица у Вилијамсбурговом ресторану. Она је некадашња богата девојка из високог друштва, која је дипломирала на Вортоновом универзитету у Пенсилванији. Она је изгубила сав свој новац када је њен отац ухапшен због извођења Понцијеве преваре. Каролин је фокусирана да постане Максова колегиница, цимерка и на крају и најбоља пријатељица. Она смишља идеје како да започну капкејк бизнис. Каролин је љубазна, добра и оптимистична, понекад има велика очекивања. Она увек носи велике бисере и високе штикле уз своју униформу за коноварисање. Она дели кумство са Каролином над малом Барбаром Кучински-Голишевски.
- Герет Морис - Ерл Вашингтон је стари касир који ради у Вилијамсбурговом ресторану од 1962. или 1989. и бивши је џез музичар. Макс је врло везана за њега, каже да би волела да јој је као отац. До шесте сезоне Ерл почиње да показује знакове губљења сећања.
- Џонатан Кит - Ванко Олег Голишевски је украјински кувар у Вилијамсбурговом ресторану. Он малтретира Макс и Каролин својим неприкладним шалама, наговештајима и понудама секса, али његово понашање је безазлено и лако се игнорише. Временом почиње да га привлачи Софи и имали су само секс везу неко време. На крају друге сезоне, Олег превари Софи и она љутито раскида с њим, пред трећу сезону. У четвртој сезони, њих двоје се помире и вере. Пред премијеру шесте сезоне они се венчају, а у шестој сезони добију девојчицу Барбаром Кучински-Голишевски.
- Метју Мој - Хан Ли је власник Вилијамсбург ресторана. Он је константна мета шала (углавном Максових) везаних за његову висину, због његових изфеминизираних манира иако тврди да је хетеросексуалац, као и мањка знања америчке културе. Он је из Јужне Кореје и помиње своје родитење и земљу често.
- Џенифер Колиџ - Софија "Софи" Кучински је пуначка Пољакиња (појављује се крајем прве сезоне, у остатку серије је редовна)[2] која има своју фирму за чишћење кућа, живи у стану изнад девојака и често их увесељава са неком од својих прича о сексу и о одрастању у Комунистичкој Пољској. Она не воли Каролину, онолико колико воли Макс, али улаже у њихов капкејк бизнис у другој сезони. Она увек седи у свом сепареу у ресторану, који сматра смо њеним. У другој сезони је у вези са Олегом, с њим се вери у четвртој сезони, венча се са њим и у петој сезони остаје трудна. У премијери шесте сезоне она добија бебу која се зове Барбаром Кучински-Голишевски.

### Споредни ликови
- Честнат - је Каролинин коњ, једна од ретких ствари које је успела да сачува из свог богатог живота пре очевог пословног скандала. Током прве сезоне, Честнат живи у башти Максовог апартмана, све док Макс не убеди Каролину да га Пич усвоји како би провео зиму код ње у штали. На крају сезоне, Макс оде код Пич и враћа га назад. У другој сезони девојкама помогну два амиш момка и направе Честнату шталу у башти као надокнаду за смештај код њих. Коњ се појављује у свим сезонама и приказује га коњ по имену Роки.
- Брук Лионс - Пич Ландис (прва сезона) је мајка у високог друштва и глуми најнемарнију верзију тога. Има две бебе, Бреда и Анђелину (као глумци Бред Пит и Анђелина Џоли) које чува Макс. Пич отпушта Макс како би удовољила својој лошој пријатељици након пропалог капкејк кетеринга за једну прославу, после чега је молила Макс да се врати. Макс јој се вратила, али само привремено. Надаље се не појављује у серији.
- Ник Зано - Џони (прва и друга сезона) је дечко који се интересује за Макс. Нису били у озбиљној вези и на крају прве сезоне он говори Макс како је оставио своју девојку Касандру и да се жени са друом женом коју је упознао недељу дана пре. Не појављује се до друге сезоне, када су он и Макс имали секс. Сложили су се да су једино били заинтересовани једно за друго када су били са другим људима. Отишао је са обећањем да ће се једног дана срести.
- Рајан Хансен - "Слатки" Енди (друга, пета и шеста сезона) је власник продавнице која се налази преко пута капкејк продавнице и Каролинин дечко у другој сезони. У петој сезони, Енди се враћа у Вилијамсбург да позове Каролин и Макс на своје венчање, где се венчава са Руми, дизајнерком шешира. У шестој сезони се сазнаје да се Енди развео од Руми и да је веома богат.
- Фредерико Дордеи - Луис (терћа сезона) је китњаст мушкарац који постаје конобар у дневној смени у ресторану и свиђа му се Олег.
- Гилес Марини - Николас Сеинткор (трећа сезона) је француски врхунски посластичар који предаје у Манхатновој школи посластичарства. Био је Каролинин љубавни интерес док она није сазнала да је ожењен. Иако, он и његова жена имају отворену везу и иако је његова жена дозволила да Каролин буде са Николасом. Каролина никако није хтела да буде са ожењеним мушкарцем. На крају, Николас се пресељава са својом женом назад у Француску и затвара школу.
- Мари Лин Рајскуб - Бебе (трећа сезона) је неуротична посластичарка која ради као секретарица у Манхтановој школи посластичарства. Касније се сели у Канаду, тврдећи да су је пронашли.
- Ерик Андре - Дикон "Дик" Брумберг (трећа сезона) је саркастични полу-црнац/полу-јевреин који иде у посластичарску школу. Убрзо постаје и Максин пријатељ, дечко, љубавник и касније бивши дечко. Он је друга особа којој Макс каже да га воли (прва је Каролин). Иако живи у реновираном контејнеру, открива се да је веома богат, да његови родитељи имају велику фриму за лифтове. Међутим, када размишља о томе да се супротстави својим родитељима након што су се успротивили његовом односу са Макс, Макс га дрогира и Каролина и она довезу његов контејнер до куће његових родитеља. Макс је знала да он не би могао да издржз да буде сиромашан због чега је то и урадила. Она и Дик раскидају.
- Патрик Кокс - Џон (трећа и четврта сезона) је крупни, хомосексуални, ћелави мушкарац који дели сто са Макс у школи посластичарства, његов надимак је "Велика Мери". После су заједно, он и Макс радили у елитној посластичарници "Д хај".
- Сандра Бернард - Џо (четврта сезона) је лезбијка и власница елитне посластичарнице "Д хај", где су радиле Макс и Каролин.
- Остин Фалк - Нашит "Наш" (четврта сезона) је згодни нови конобар у "Д хај", касније је и перач судива код Хана. Враћа се назад у Ирску када његова мајка дође по њега и открива да има само 18 година.
- Ед Квин - Ренди (пета и шеста сезона) је адвокат који постаје Максин дечко док су оне у Холивуду на снимању филма о Каролинином животу. Он раскида пре него што оне ону, рекавши јој да јој се превише свиђа и да зна да веза на даљину неће успести. На крају шесте сезоне он се враћа да би отворио адвокатску канцеларију у Њујорку и проси Макс. Она пристаје.
- Кристофер Горхам - Боби (шеста сезона) је грађевинац који преуређује бар са дезертима након олује и касније постаје Каролинин дечко.

### Специјални гости
- Марта Стуарт - глуми себе[3]
- Стивен Вебер - Мартин Ченинг, Каролинин отац
- Седрик Ентертеинер - Дариус, Ерлоб најстарији син
- Каролин Арон - Вига, видовњакиња
- 2 Chainz - глуми себе
- Енди Дик - Џеј Пето, луткар који се саплете на капкејк и тужи Макс и Каролин.
- Миси Пајле - Чесити Ченинг, Каролинина богата и љубоморна тетка. Није дала позајмицу за њихов капкејк бизнис.
- Линдзи Лохан - Клер Гинес, младу која малтретира Макс и Каролин са својом неодлучношћу и лудим захтевима за свадбену торту.
- Ким Кардашијан Вест - глуми себе[4]

## Продукција

### Развој и додела улога
Чак и пре него што је постала серија, пилот емисија је била предмет рата и Си-Би-Ес је коначно победио 10. децембра 2010. године и одредио је да се снимање почне 13. маја 2011. Била је једна од две серије предвиђене за 2011/2012 сезону које је представила продуцент Витни Камингс. Друга серија је била Витни, коју је снимао Ен-Би-Си али је отказана после две сезоне.
Денингс је била прва која је добила улогу као Макс 18. фебруара 2011. Само недељу дана касније и Берс је добила улогу Каролин. Мој, Морис и Кит су били последњи који су добили улогу 16. маја 2011.

### Снимање
Серија је снимана уживо уз публику у студију са мало уређивања.

### Место у програму
Прва епизода је емитована у 21:30 после серије Два и по мушкарца 19. септембра 2011, након чега је добила редовно време емитовања после серије Како сам упознао вашу мајку понедељком у 20:30. Продукција друге сезоне је кренула 6. августа 2012. Током своје друге сезоне померено јој је време емитовања у 21:00, пошто је серија Два и по мушкарца померена да се емитује четвртком, где је и остала до треће сезоне.
Дана 27. марта 2013. Ен-Би-Си је одобрио трећу сезону серије. Серији је враћено њено оригинално место у програму након што је серија Ми смо мушкарци отказана и осатала је ту до 24. марта 2014. 7. априла 2014. серија је добила место у 20:00 и заменила серију Како сам упознао вашу мајку по њеном завршетку.
Дана 13. марта 2014, Си-Би-Ес је одобрио четврту сезону серије. И компанија је одредила датум премијере за 27. октобар 2014. Померај је одобрила како се не би померија премијера Штребера. Која је заузела место 20. октобра, међутим све се вратило у нормалу. Четврта сезона је снимљена у 22 епизоде.
Дана 12. марта 2015. Си-Би-Ес је одобрио пету сезону серије. Чије је премијера била у четвртак 12. новембра 2015. Си-Би-Ес је опет померио да се серија пушта четвртком јер је понедељком емитована Супердевојка .

### Отказивање
Серија је отказана након 6 сезона 12. маја 2017. На то је утицала комбинација фактора, укључујући опадајући рејтинг, Си-Би-Ес је желео власничку форму и мрежи је требало места за нове серије.

## Епизоде
| Сезона | Епизоде | Оригинална емитовања | Оригинална емитовања   |
| Сезона | Епизоде | Први пут емитовано   | Последњи пут емитовано |
| ------ | ------- | -------------------- | ---------------------- |
| 1      | 24      | 19. септембра 2011.  | 7. маја 2012.          |
| 2      | 24      | 24. септембра 2012.  | 13. маја 2013.         |
| 3      | 24      | 23. септембра 2013.  | 5. маја 2014.          |
| 4      | 22      | 27. октобара 2014.   | 18. маја 2015.         |
| 5      | 22      | 12. новембар 2015.   | 12. маја 2016.         |
| 6      | 22      | 10. октобар 2016.    | 17. априла 2017.       |

## Емитовање
Две девојке без лове је емитована у великом броју земаља широм света. У Канади је емитована на Сити. У Уједињеном Краљевству на Е4, у Републици Иркој на РТЕ2. У Индији на Стар Ворлд, Комеди Сентрал и Колор Инфинити. На Филипинима је емитована на ЕТЦ, у Аустралији на Најн Нетворк. На Новом Зеланду на ТВ2.

## Пријем
Две девојке без лове је добила мешане критике. Према Ротен томејто је била је на рејтингу од 59%, према 34 поцена, са просечном проценом од 6,4/10. Критички консес сајта је гласио да Кет Деминг и Бет Берс имају непорециву хемију на сету, чак иако серија има предвидљиве шале, хумористичка атмосфера серије не опада. На сајту Метакритик током прве сезоне је имала успех 66 од 100, према 25 процена.
Велики број критика серије је на рачун прекомерном броју сексуалних шала и увредљивих расних стереотипа. Тим Гудман из тиража Холивуд Репортера рекао је да је емисија имала потенцијал, али да је "сваке недеље расипала јефтине, предвидљиве и необавезне шале" и приметио да су многе шале биле расистичке или сексуалне природе. Новозеландски критичар Крис Пилпот посебно се увредио због шала о силовању у прве три епизоде серије, назвавши ову серију најгорем новом емисијом 2012. године, наводећи да је "приказан недостатак разумевања и креативности од стране писца.
Емили Нусбам из Њујоркера је написала да је истакла да емисија има толико потенцијала и да је то повољно упоредила са Камингоновом другом емисијом Витни. Позитивни коментари попут оних из Ентертејмент Виклиа фокусирали су се на "потенцијал" који је серија базирала на глуми и хемији између Денингс и Берс. Серија је такође добила Б + од Бостон Глобе ТВ критичара Матјуа Гилберта, који је био импресиониран глумцима и продукцијом.
А. В. Уредник клуба Тод Ван Дер Веф у писању својих недељних прегледа емисије, надао се да ће се серија побољшати, али је на крају написао: "Већина проблема је - чудна конструкција приче, стереотипни ликови, лоши вицеви - који су уздрмали представу и били тамо на самом почетку, мада ћу сигурно рећи да су се погоршали како је сезона прошла и емисија се није потрудила да побољша своје ритмове уопште. Емисија се појавила на листи "најгоре године" многих критичара током његовог трајања.